# Toralf Engan
Toralf Engan (Meldal, 1º ottobre 1936) è un ex saltatore con gli sci norvegese.

## Palmarès

### Olimpiadi invernali
- Oro a Innsbruck 1964 nel salto con gli sci, trampolino lungo.
- Argento a Innsbruck 1964 nel salto con gli sci, trampolino normale.

### Mondiali
- Oro a Zakopane 1962 nel salto con gli sci, trampolino normale.

## Onorificenze
- Medaglia Holmenkollen (1962)